# Volvo S40/V40 I
Pour les articles homonymes, voir S40.
La Volvo S40/V40 I est une berline compacte produite par le constructeur automobile suédois Volvo de 1995 à 2004. Elle succède aux Volvo 440/460 avant d'être remplacée par la Volvo S40 II/V50. La première génération fut produite entre 1995 et 2004 en berline S40 et break V40, la seconde, de 2004 à 2012 en berline S40 et break V50.

## Création
Pour remplacer les Volvo 440/460, Volvo crée un partenariat avec le constructeur automobile japonais Mitsubishi. La plate-forme, créée pour l'occasion, est partagée avec la compacte japonaise Mitsubishi Carisma. Le Japonais fournit également les mécaniques et Volvo fournit l'usine NedCar (ancienne usine DAF) à Born aux Pays-Bas où seront produits les deux modèles. Des divergences naissent entre le Japonais et le Suédois, et la coopération ne va pas plus loin entre les deux.
Le nom des modèles aurait dû être S4 et F4 mais le constructeur allemand Audi avait déposé l’appellation S4 pour les déclinaisons sportives des Audi 100 et Audi A4. Les appellations seront donc S40 et V40 (F40 appartenant à Ferrari) : S pour Sedan (berline en anglais), V pour Versatility (polyvalence en anglais) et 40 pour la gamme.
C'est le premier modèle qui naît sous la direction du nouveau designer en chef de Volvo, Peter Horbury.

## Historique
Présentée en septembre 1995 au Salon automobile de Francfort (IAA), la première S40 est produite à partir de fin 1995 aux Pays-Bas à Born dans l'usine NedCar à la suite d'un accord avec Mitsubishi Motors. Le break V40, présenté au Motor Show de Bologne en décembre 1995, arrive en concession en janvier 1996. La S40 est la première auto à gagner les 4 étoiles au crash-test Euro NCAP.
Le V40 possède un coefficient de traînée de 0,32. Il a été élu « plus beau break du monde » lors du Motor Show de Bologne où il était présenté. Seuls les moteurs 1,8 litre de 115 ch et 2,0 litres de 136 ch étaient disponibles au lancement ainsi qu'une unique finition.
La gamme se complète en 1997 avec l'arrivée d'un 1,6 litre de 105 ch et du 2,0 litres qui voit sa puissance grimper de 136 à 140 ch. On note aussi l'arrivée d'un 1,8 turbo T4 de 200 ch sur la berline uniquement. On note aussi l'apparition d'un 1,9 litre diesel TD d'origine Renault développant 90 ch. Une boîte automatique à 4 rapports apparaît en option sur le 2,0 litres 140 ch. La gamme se compose des S40/V40, Oceanis et Pack Luxe.
Pour 1998, c'est le 1,8 i de sa jumelle Mitsubishi Carisma GDI qui apparaît sous le capot des suédoises. On note aussi l'arrivée d'un 2,0 litres turbo (basse pression) de 160 ch. La finition Summum apparaît comme haut de gamme. Certains moteurs peuvent être convertis au GPL sur le V40, les 1,8 litre 115 ch et 2,0 litres de 140 ch.
En 1999, seul le diesel 1,9 litre Di de 95 ch, toujours d'origine Renault rejoint le catalogue. Les finitions évoluent en base, Oceanis, Optimum et Summum.

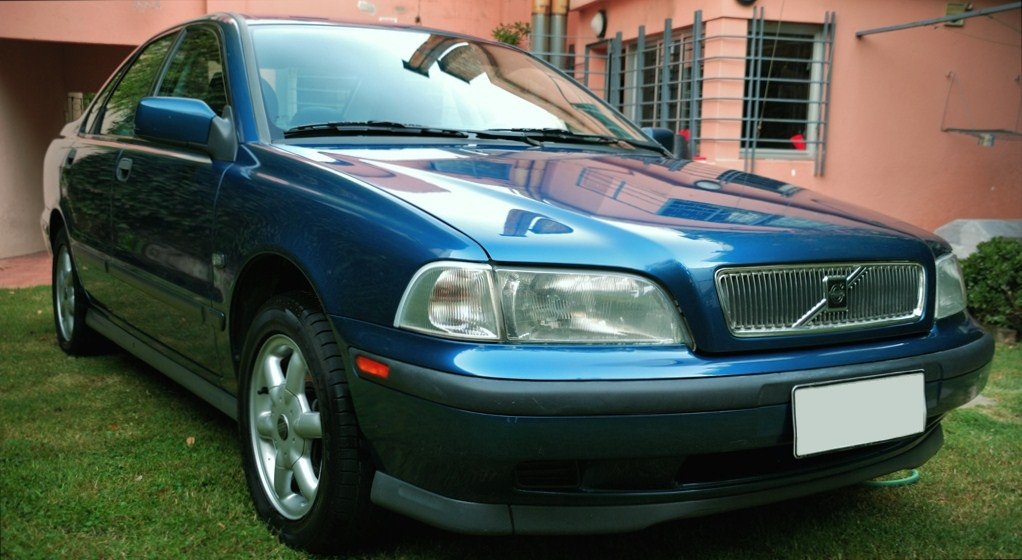
Volvo S40 (1995 - 1999)
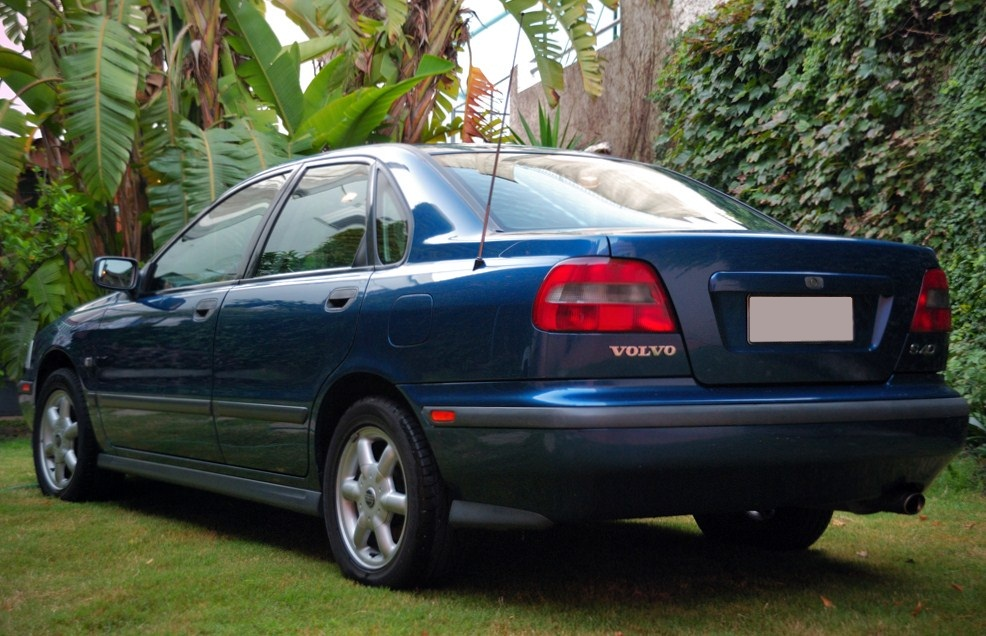
Volvo S40 (1995 - 1999)
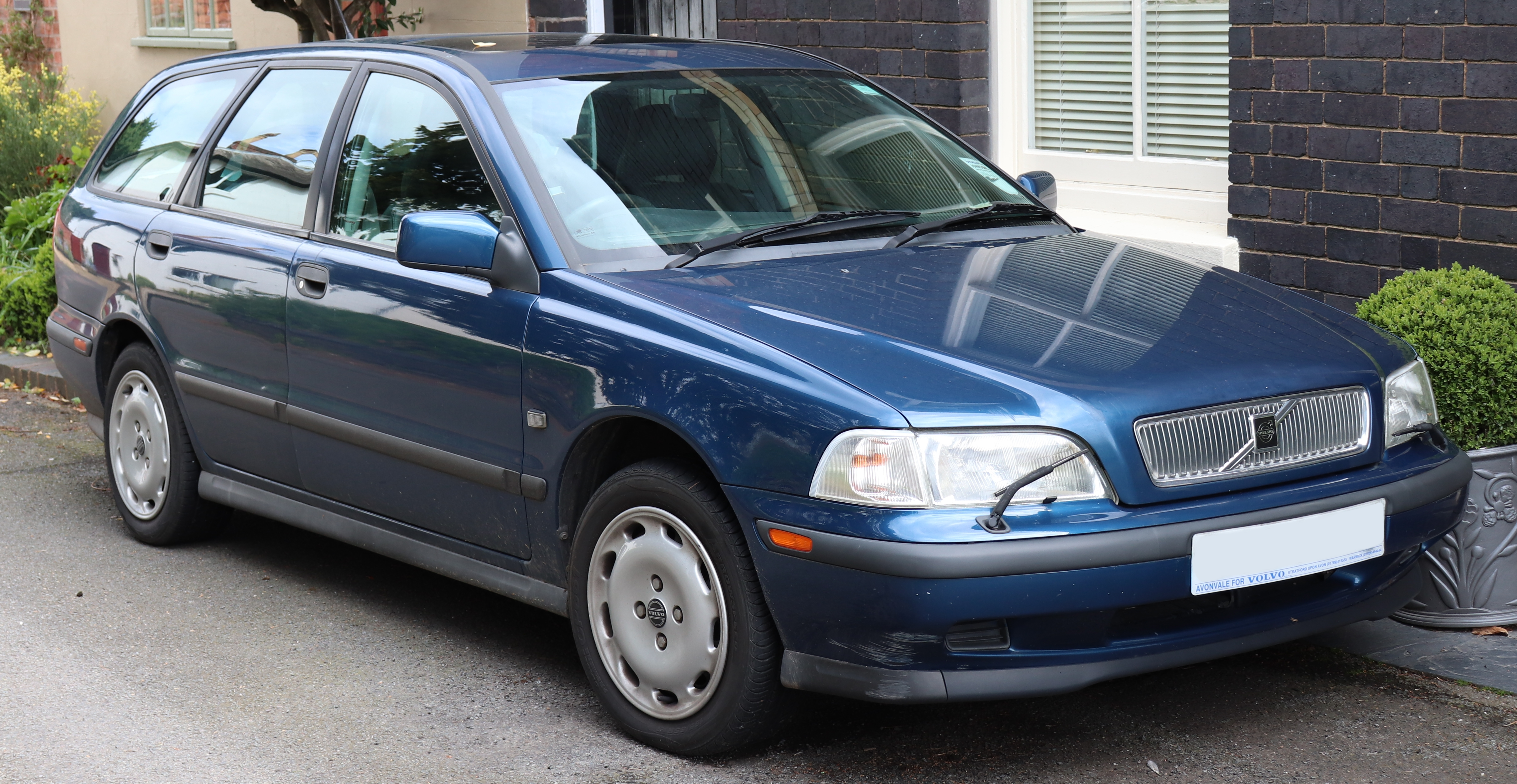
Volvo V40 (1996 - 1999)
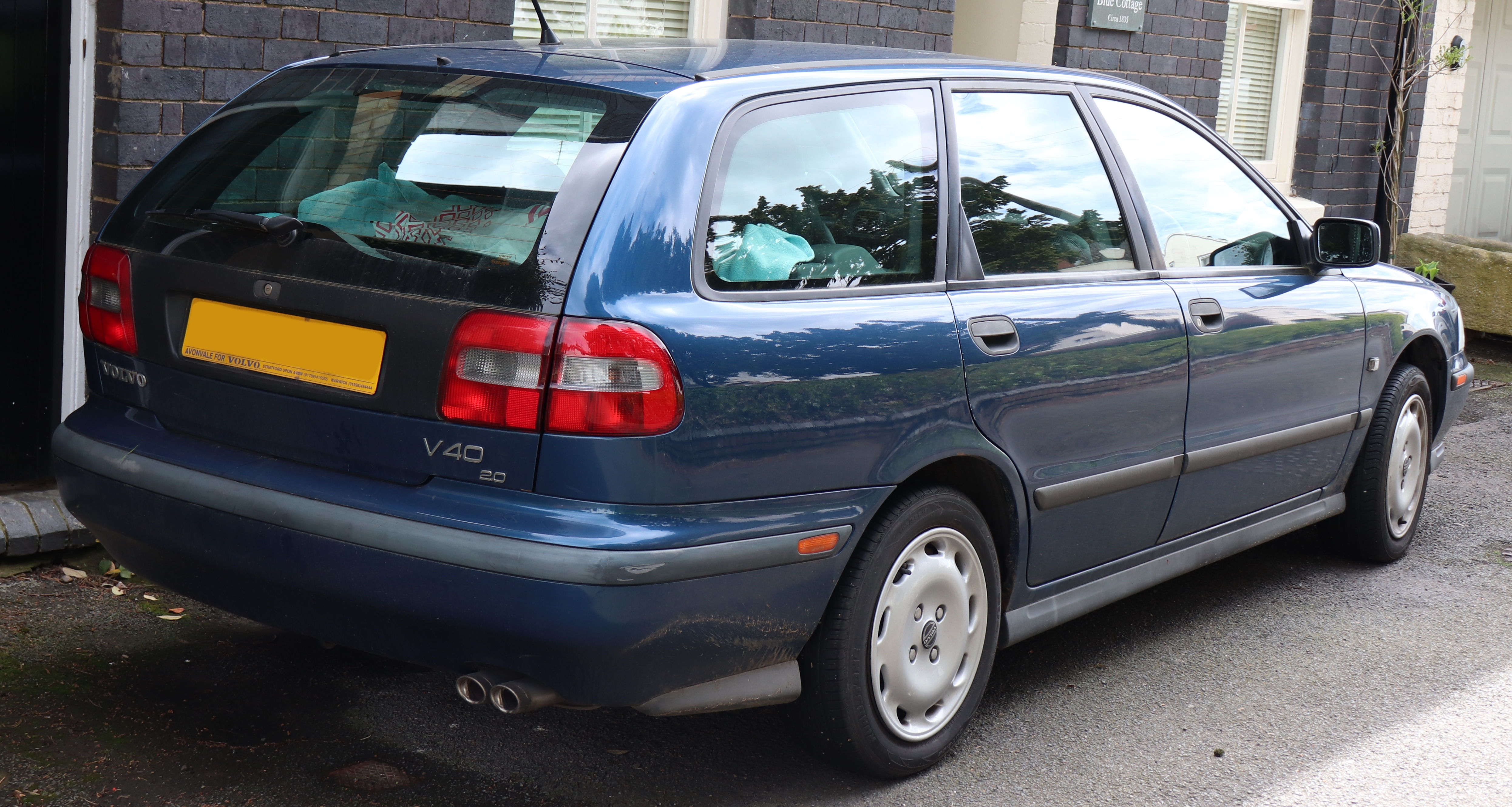
Volvo V40 (1996 - 1999)

## Restylage (2000 - 2004)
En juillet 2000, les S40 et V40 sont redessinées. Les modifications comprennent de nouvelles optiques et des changements techniques. La console centrale est modifiée et le WHIPS, système anti-coup du lapin, est disponible de série. Sous le capot, en revanche, le 1,6 litre passe de 105 à 109 ch, le 1,8 litre d'origine Volvo ajoute une déclinaison 122 ch, le nouveau T4 est basé sur le 2,0 T dont la puissance est portée à 200 ch. En diesel, le 1,9 D d'origine Renault en 102 et 115 ch remplacent les versions 90 et 95 ch. Les nouvelles finitions sont base, Millenium, Optimum et Summum. La boîte automatique gagne un 5e rapport. C'est aussi l'année de lancement de l'auto aux États-Unis.
En 2001, le 2,0 T voit sa puissance grimper à 165 ch. De nouvelles finitions base, Urban, Optimum, Summum et Titanium modifie la gamme.
Pour 2002, la finition de base devient Concept et voit son équipement s'enrichir.
En 2003, on note la disparition des 1,8 i Mitsubishi, et T4. Les Urban et Optimum disparaissent et la série limitée Tribord apparaît.
Pour la dernière année, le 1,9 D 102 ch disparaît, tout comme le 2,0 16 V 136 ch. Finalement, 352 910 berlines et 423 491 break furent produits, soit un total de 776 401 exemplaires.

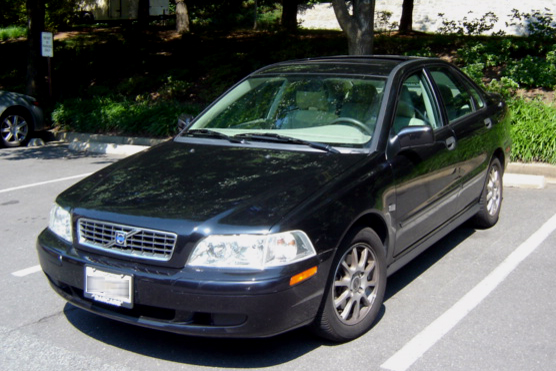
Volvo S40 (2000 - 2004)
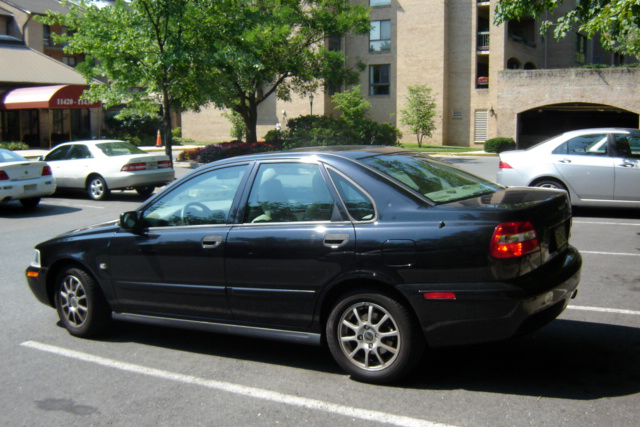
Volvo S40 (2000 - 2004)
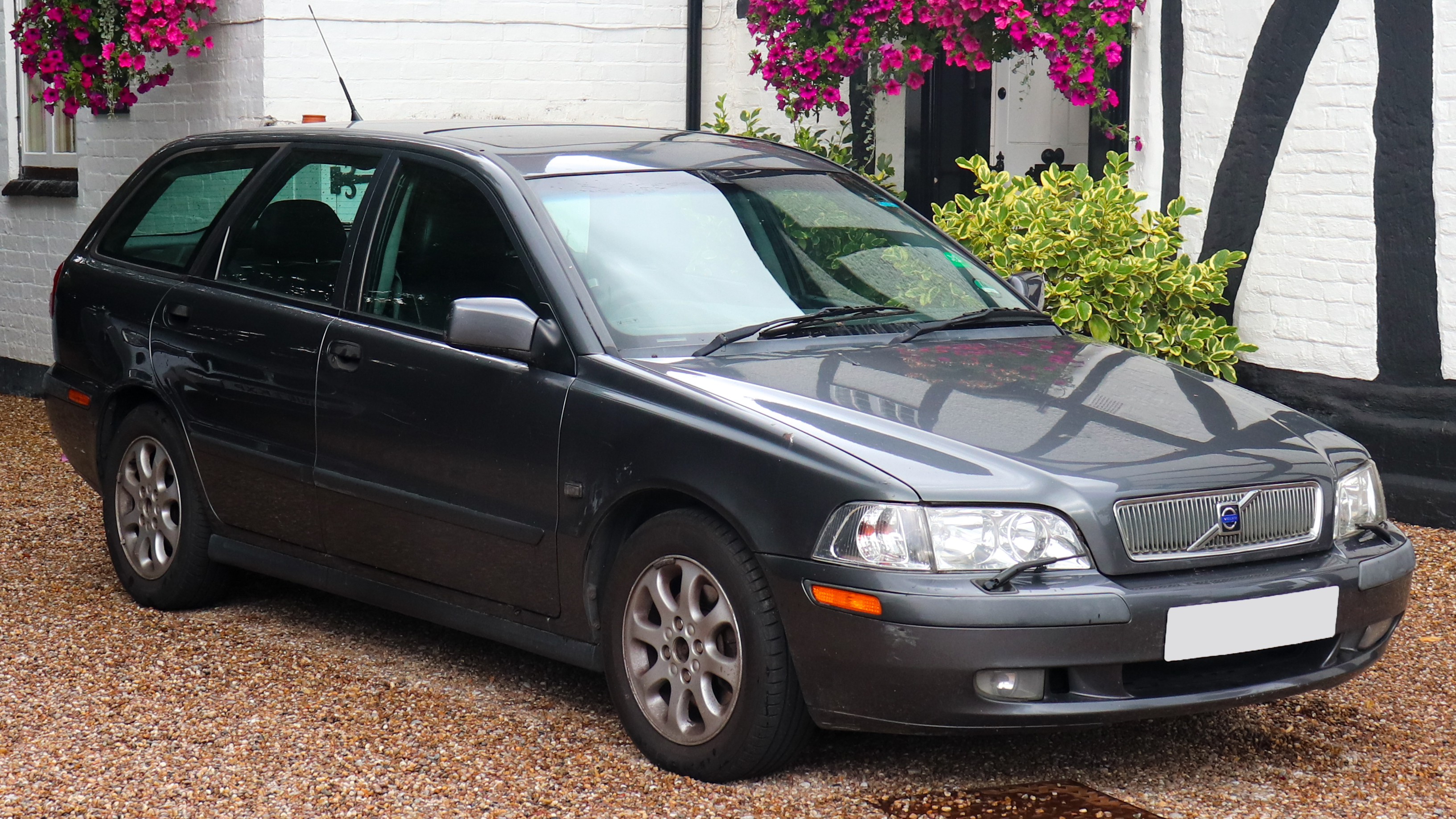
Volvo V40 (2000 - 2004)
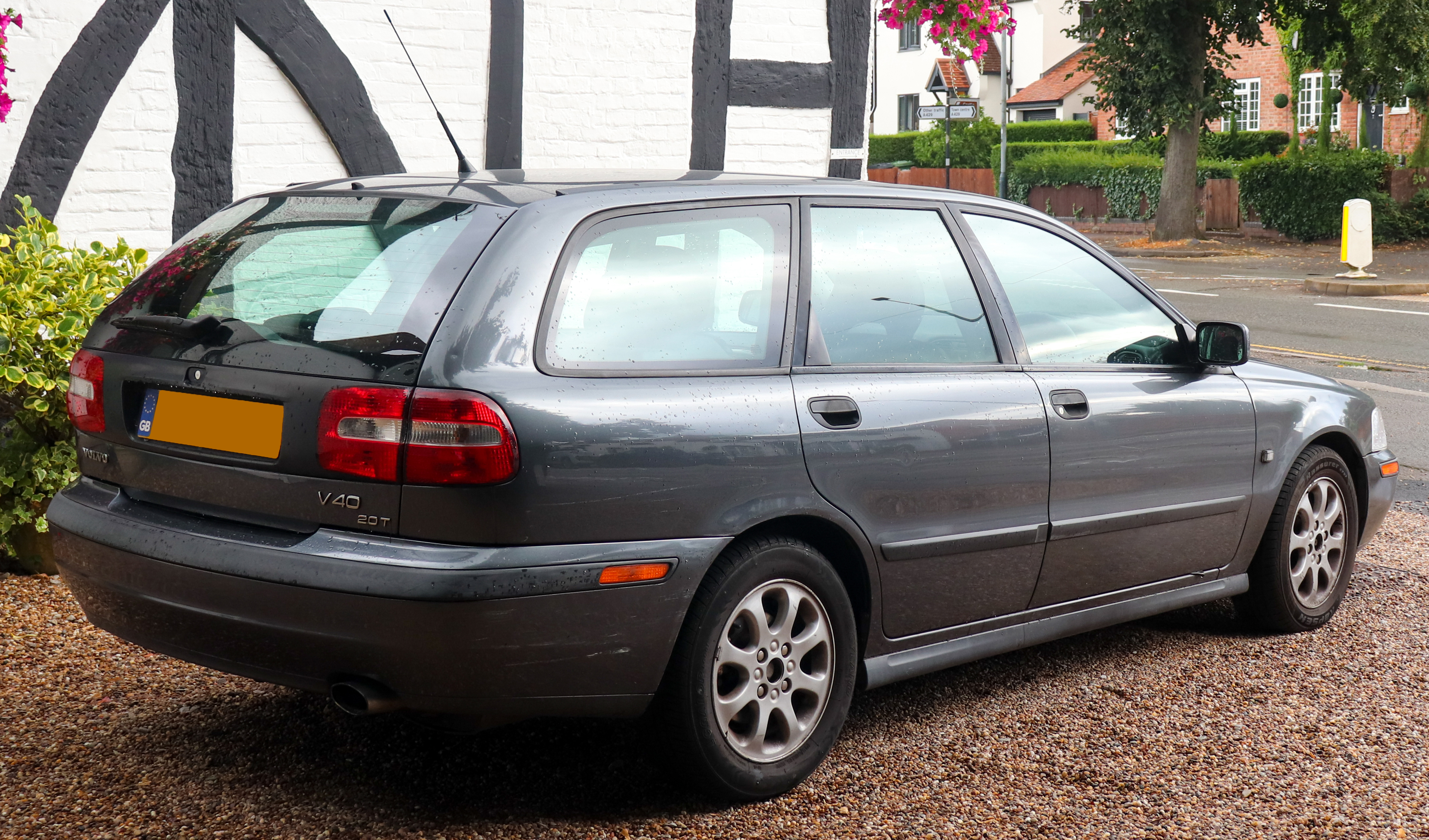
Volvo V40 (2000 - 2004)

## Moteurs
Les moteurs Diesel d'origine Renault :
- 4 cylindres, 1,9 litre DT de 90 ch.
- 4 cylindres, 1,9 litre DTi de 95 ch.
- 4 cylindres, 1,9 litre dCi de 102 ch.
- 4 cylindres, 1,9 litre dCi de 115 ch.

Les moteurs essence :
- 4 cylindres, 1,6 litre de 109 ch.
- 4 cylindres, 1,8 litre de 115 ch.
- 4 cylindres, 2 litres de 136 ch.
- 4 cylindres turbo (2.0 T), 2 litres de 160 ch.
- 4 cylindres turbo (T4), 2 litres de 200 ch.

## Sport
En 1997, la S40 remplace la 850 en BTCC aux mains de Rickard Rydell, qui remporte en 1998 le championnat. Le STCC a lui aussi accueilli des S40.

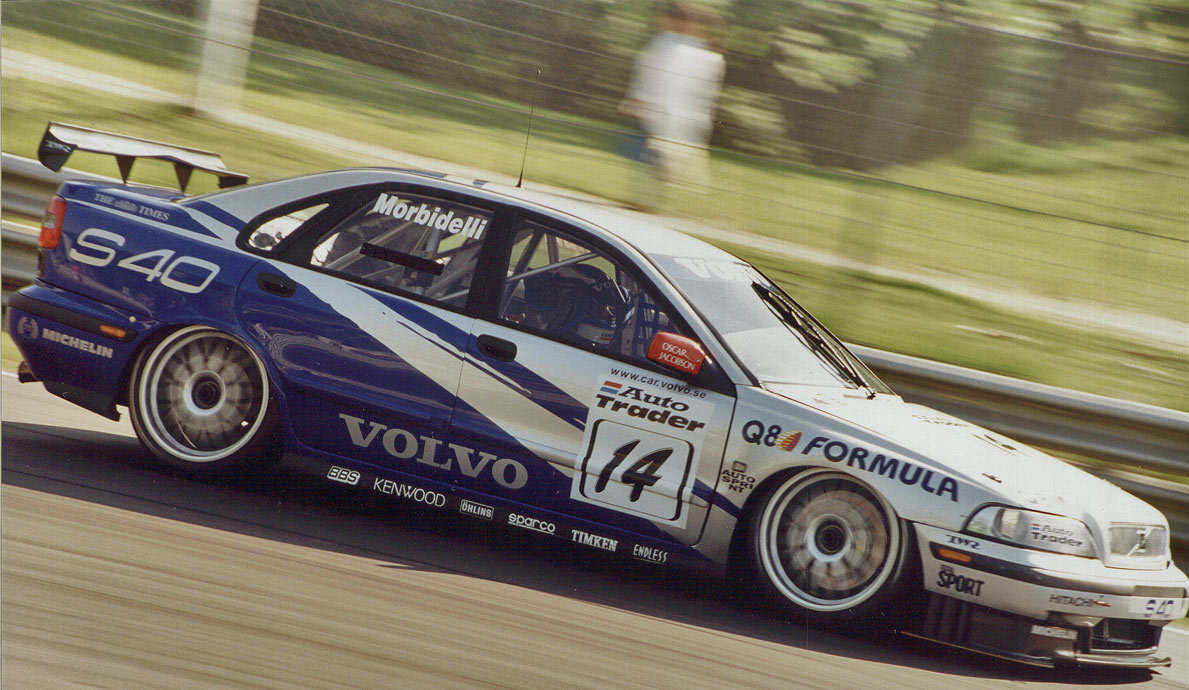
Volvo S40 BTCC (1998)